# Walter Rossow

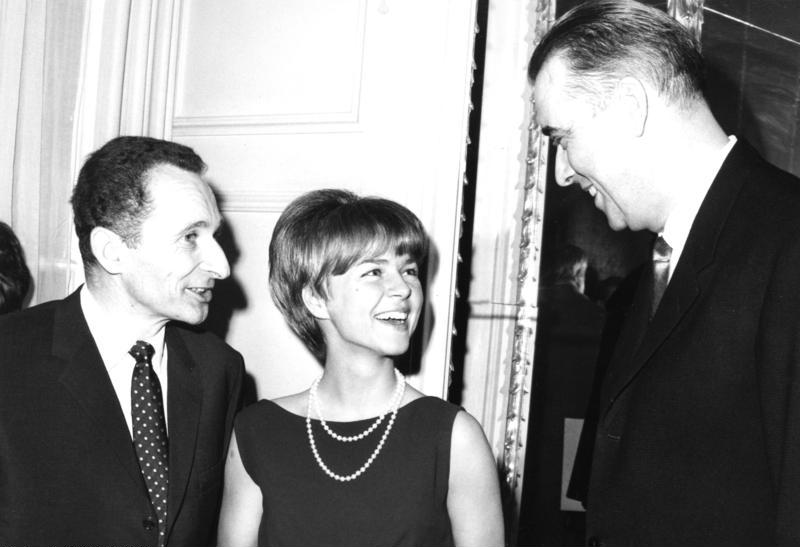
Walter Rossow (rechts) bei der Verleihung des Berliner Kunstpreises mit Cornelia Froboess und Walter Höllerer (1966)

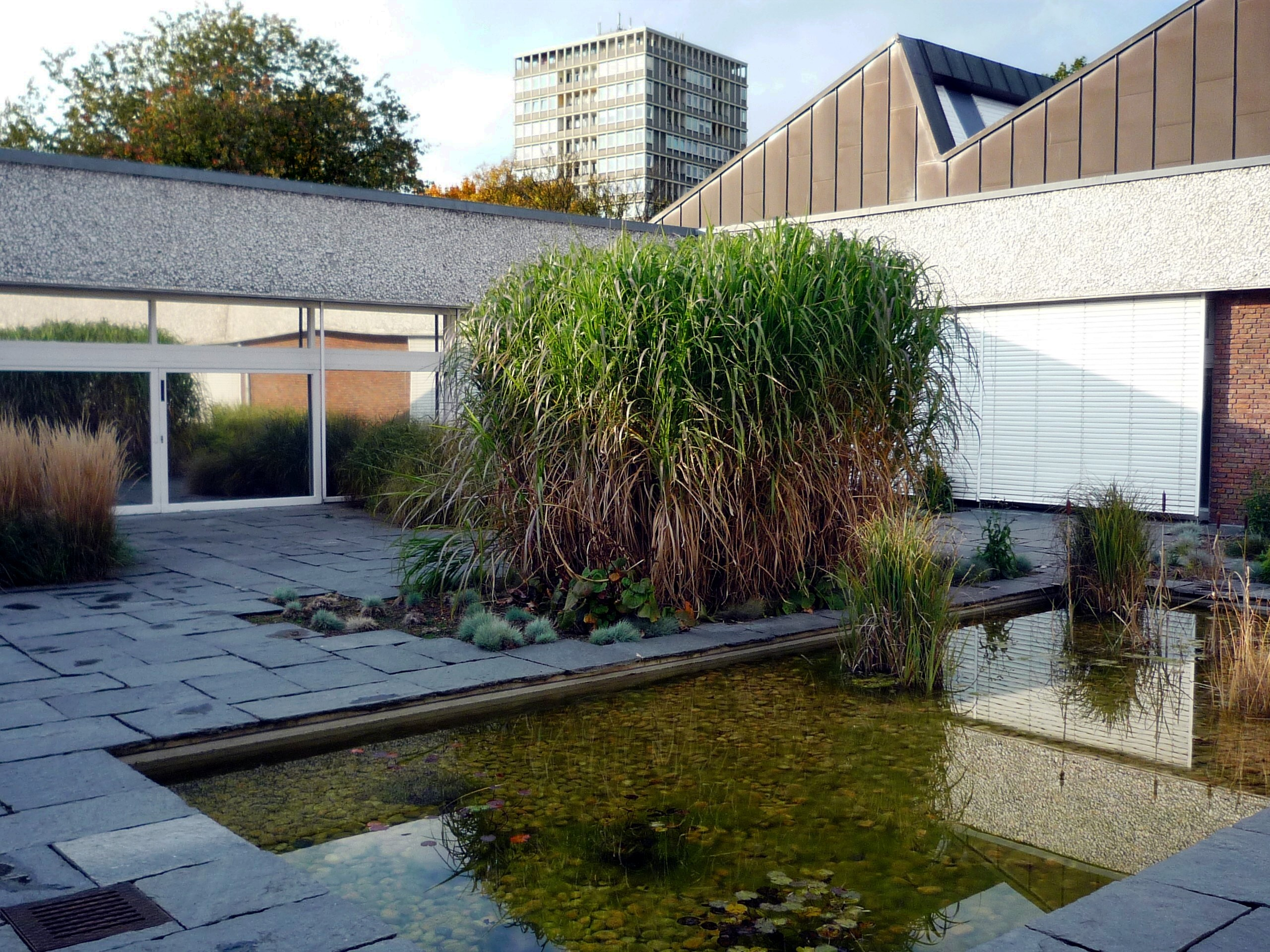
Innenhofgarten der Akademie der Künste Berlin, Standort Hanseatenweg, angelegt 1960 nach Plänen von Walter Rossow

Walter Rossow (* 28. Januar 1910 in Rixdorf bei Berlin; † 2. Januar 1992 in Berlin) war ein deutscher Landschaftsarchitekt und Hochschullehrer. Er gilt als einer der bekanntesten Wegbereiter der Grünen Nachkriegsmoderne in der Bundesrepublik.

## Leben und Wirken
Walter Rossow wurde 1910 in Rixdorf (seit 1913 Neukölln, seit 1920 Stadtbezirk von Berlin) geboren. Während der Schulzeit wurde sein Interesse auf die Gärtnerei gelenkt. Gegen den Wunsch des Vaters absolvierte er von 1926 bis 1928 eine Ausbildung zum Gärtner in der Berliner Stadtgärtnerei. Ab 1930 studierte er an der Lehr- und Forschungsanstalt für Gartenbau (LuFA) in Berlin-Dahlem. Ab 1932 war er Gasthörer an der Kunsthochschule Berlin. 1932 schloss er seine Studien mit der Prüfung zum Gartentechniker ab.
Ab Frühjahr 1933 arbeitete er bei Martha Willings-Göhre, einer bekannten Gartentechnikerin in Berlin. 1934 entstand daraus das Büro Willings & Rossow. 1940 wurde Rossow Inhaber und Geschäftsführer des Büro Willings & Rossow.
In der Zeit des Nationalsozialismus beschränkte sich das Büro v. a. auf ausführende Arbeiten. Walter Rossow lehnte den Nationalsozialismus kategorisch ab. Dies hing auch mit seinem privaten Umfeld zusammen, da seine Frau KPD-Mitglied war. Auch waren zwei Brüder seiner Frau in das Attentat auf Adolf Hitler am 20. Juli 1944 eingeweiht.
Von 1945 bis 1948 leitete er die Dienststelle für Grünanlagen bei der US-amerikanischen Besatzungsmacht in Berlin. Er arbeitete eng mit Hans Scharoun zusammen. 1948 nahm er eine Tätigkeit als Dozent an der Berliner Hochschule für bildende Künste an. 1950–1951 übte er die Bauleitung für den Wiederaufbau des Großen Tiergartens aus.
Rossow war damals hauptsächlich in Berlin tätig. Zusammen mit den Architekten Max Taut und Hans Hoffmann nahm er an zahlreichen Wettbewerben teil und war auch sehr erfolgreich. Mit diesem Team gestaltete er auch die Siedlung Schillerpark in Berlin-Wedding, die heute Weltkulturerbe ist.
1958 schuf er den Außenraum um den von Egon Eiermann und Sep Ruf entworfenen Deutschen Pavillon zur Weltausstellung Brüssel 1958, 1960 die Grünanlagen für die Akademie der Künste Berlin am Hanseatenweg von Werner Düttmann.
1962–1967 entwarf er den Deutschen Soldatenfriedhof am Futapass (ital. Cimitero Militare Germanico della Futa) in Italien in Zusammenarbeit mit den Architekten Dieter Oesterlen, dem Landschaftsarchitekten Ernst Cramer sowie dem Bildhauer Helmut Lander. Die Anlage gilt als eines der bedeutendsten Beispiele der mitteleuropäischen Landschaftsarchitektur dieser Zeit.
Zwischen 1973 und 1984 gestaltete er die Ronnebypromenade an der Schiffsanlegestelle Wannsee.
Rossow war ab Oktober 1966 bis 1975 Professor und Direktor des Instituts für Landschaftsplanung der Fakultät für Architektur und Stadtplanung an der Universität Stuttgart. Von 1976 bis 1986 war er Direktor der Abteilung Baukunst der Akademie der Künste Berlin.
Rossow starb im Alter von fast 82 Jahren 1992 in Berlin.

## Privates
Rossow war seit Juni 1939 mit Helga von Hammerstein-Equord (1913–2005) verheiratet, einer Tochter des Generals Kurt von Hammerstein. Ein Sohn wurde von dem Paar 1945 adoptiert.

## Mitgliedschaften und Ehrungen
Rossow war Mitglied im Deutschen Werkbund Berlin und gehörte zu den Unterzeichnern der Grünen Charta von der Mainau.
Von 1965 bis 1979 war Rossow außerordentliches Mitglied und bis 1992 Mitglied der Akademie der Künste. 1976–1986 übte er in der Akademie die Funktion des Direktors der Abteilung Baukunst aus.
- 1958: Kritikerpreis Berlin für bildende Künste
- 1963: Paul Bonatz-Architekturpreis (Stuttgart)[6]
- 1966: Berliner Kunstpreis, Sparte Baukunst[6]
- 1971: Fritz Schumacher-Preis (Hannover)[6]
- 1972: Wahl in den Orden Pour le mérite für Wissenschaften und Künste[6]
- 1974: Großes Verdienstkreuz mit Stern der Bundesrepublik Deutschland[7]
- 1975: Friedrich-Ludwig-von-Sckell-Ehrenring der Bayerischen Akademie der Schönen Künste[6][8]
- 1985: Ehrendoktorwürde der Technischen Hochschule Darmstadt[6]

## Werke
Es existiert nach Aussage der Neuen Deutschen Biographie (2005) bisher kein zusammengestelltes Werkverzeichnis (Dissertation seit 2023 in Arbeit).

### Schriften
Von Walter Rossow stammen mehrere Dutzend Veröffentlichungen in Zeitschriften und Zeitungen.
- Die Landschaft muss das Gesetz werden. (hrsg. von Monika Daldrop-Weidmann) DVA, Stuttgart 1991, ISBN 3-421-03001-4.

## Nachlass
Der private und berufliche Nachlass von Walter Rossow umfasst 26 laufende Meter Dokumente, Akten und 224 Planrollen und wird als „Walter-Rossow-Archiv“ im Archiv der Akademie der Künste (Berlin) aufbewahrt.